# Stefano Manzi

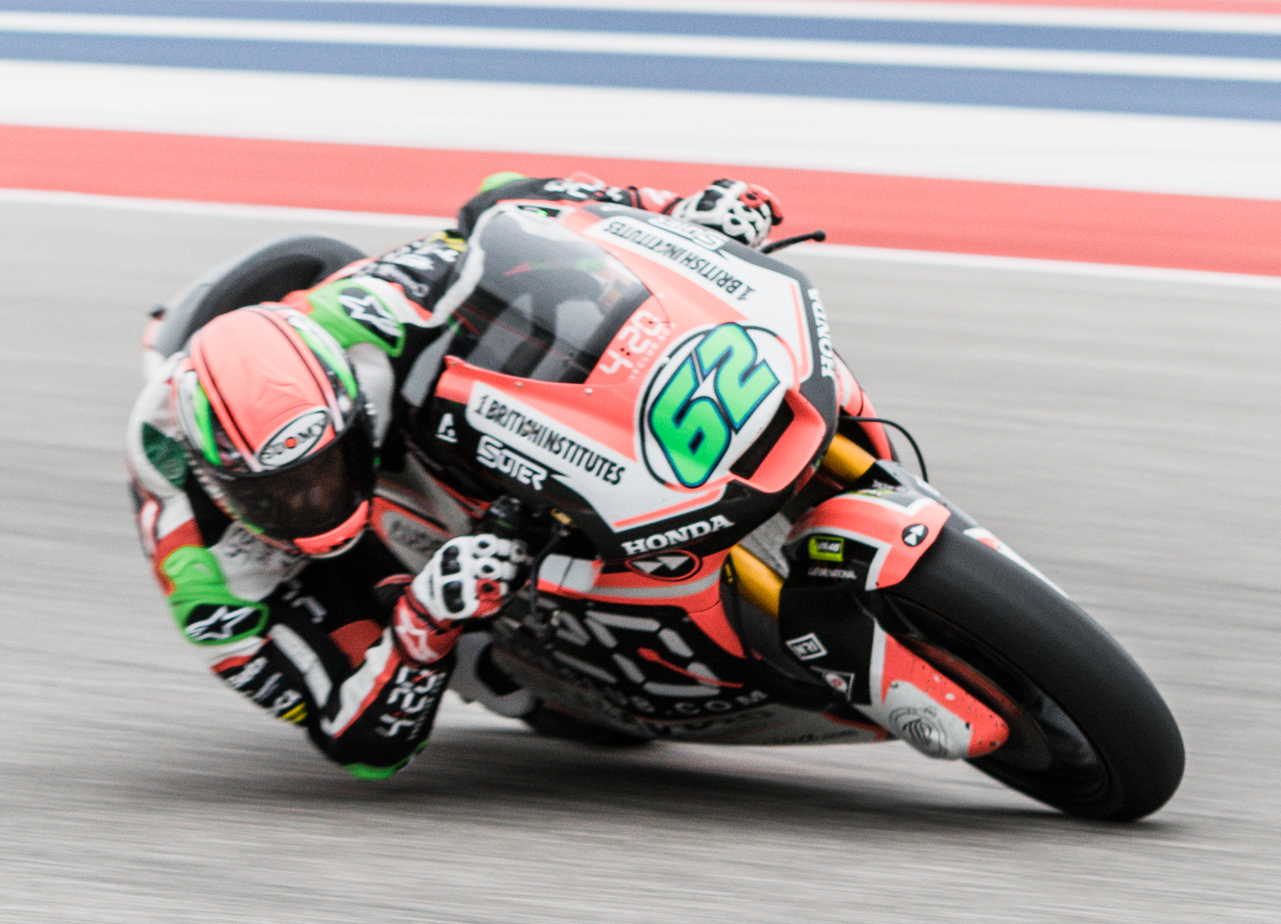
Stefano Manzi op het Circuit of the Americas in 2018.

Stefano Manzi (Rimini, 29 maart 1999) is een Italiaans motorcoureur.

## Carrière
In 2007 werd Manzi vijfde in de Junior A-klasse van het Italiaanse minimoto-kampioenschap. In 2009 kwam hij uit in het HIRP-kampioenschap, voordat hij in 2010 op een Honda het Italiaans kampioenschap 50 cc won. In 2011 won hij in hetzelfde kampioenschap de 70 cc-klasse.
In 2012 stapte Manzi over naar de FIM MotoGP Rookies Cup. In zijn eerste seizoen behaalde hij podiumplaatsen op de Sachsenring en het Automotodrom Brno. Met 75 punten werd hij dertiende in het kampioenschap. In 2013 bleef hij actief in de klasse en eindigde hij zeven keer op het podium, alhoewel hij geen enkele race wist te winnen. Met 154 punten werd hij achter Karel Hanika en Jorge Martín derde in de eindstand. Dat jaar debuteerde hij ook in het Italiaanse Moto3-kampioenschap, waarin hij op het Autodromo Vallelunga een zege behaalde en met 110 punten zesde werd. In 2014 won hij zijn eerste Rookies Cup-race op het Misano World Circuit Marco Simoncelli en stond hij in acht andere races op het podium. Met 193 punten werd hij achter Martín en Joan Mir wederom derde in de eindstand. Daarnaast nam hij deel aan een aantal races in de Spaanse en Italiaanse Moto3-kampioenschappen; in Italië won hij een race op Misano.
In 2015 maakte Manzi de overstap naar de Moto3-klasse van het wereldkampioenschap wegrace, waarin hij op een Mahindra reed. Hij moest de eerste race in Qatar missen omdat hij nog niet de minimumleeftijd van zestien jaar had bereikt. Tijdens het seizoen eindigde hij viermaal in de punten, met een twaalfde plaats in Aragón als beste resultaat. Met 10 punten eindigde hij op plaats 27 in het klassement. In 2016 stapte hij over naar het Europese Moto3-kampioenschap, waarin hij op een Mahindra reed. Hij behaalde een podiumplaats op het Circuit Bugatti en werd zo met 63 punten twaalfde in de eindstand. Dat jaar reed hij ook drie Grands Prix in de Moto3: in Oostenrijk, Groot-Brittannië en San Marino nam hij deel als wildcardcoureur. Zijn beste resultaat was een vierde plaats in Groot-Brittannië.
In 2017 keerde hij terug als fulltime coureur in het WK wegrace, waarin hij in de Moto2-klasse debuteerde op een Kalex. Zijn beste resultaat was een zevende plaats in Groot-Brittannië en eindigde met 14 punten op plaats 25 in het klassement. In 2018 stapte hij over naar een Suter en was een tiende plaats in Frankrijk zijn hoogste klassering. In de Grand Prix van San Marino was hij betrokken bij een incident met Romano Fenati. In bocht 14 drukte hij Fenati van de baan, waardoor deze gefrustreerd raakte. Even later reden zij naast elkaar op een recht stuk, waarbij Fenati de remhendel van Manzi bediende. Fenati werd gediskwalificeerd en een dag later door zijn team ontslagen. Manzi eindigde het seizoen uiteindelijk met 8 punten op plaats 24, alhoewel hij de laatste drie races moest missen vanwege een polsblessure, die hij opliep tijdens de kwalificatie in Australië.
In 2019 bleef Manzi in het WK Moto2 voor hetzelfde team rijden, dat wel overstapte naar een MV Agusta-motor. Een vierde plaats in de seizoensfinale in Valencia was zijn beste resultaat en hij werd met 39 punten negentiende in het kampioenschap. In 2020 behaalde hij een pole position in Valencia, maar kwam hierin niet aan de finish. Gedurende het seizoen was een negende plaats in Andalusië zijn hoogste klassering en hij eindigde met 21 punten op plaats 22 in het klassement. In 2021 keerde hij terug naar een Kalex en was een zesde plaats in Emilia-Romagna zijn beste resultaat. Met 36 punten werd hij negentiende in de eindstand. Tevens debuteerde hij dat jaar in het wereldkampioenschap Supersport in het weekend in Jerez als vervanger van Yamaha-coureur Andy Verdoïa. De eerste race werd afgelast, terwijl hij in de tweede race negende werd.
In 2022 stapte Manzi definitief over naar het WK Supersport, waarin hij op een Triumph reed. Hij behaalde zijn eerste twee podiumfinishes in Most en in Barcelona voegde hij hier nog een podiumplaats aan toe. In Portimão behaalde hij zijn eerste WK-overwinning. Ook reed hij dat jaar in drie races in het WK Moto2 op een Kalex als vervanger van de geblesseerde Keminth Kubo. In Spanje werd hij dertiende, in Frankrijk tiende en in Catalonië kwam hij als zestiende over de finish.

## Statistieken

### Grand Prix

#### Per seizoen
| Seizoen | Klasse | Motor     | Team                         | Races | Winst | Podiums | Poles | SR | Ptn | Pos |
| ------- | ------ | --------- | ---------------------------- | ----- | ----- | ------- | ----- | -- | --- | --- |
| 2015    | Moto3  | Mahindra  | San Carlo Team Italia        | 17    | 0     | 0       | 0     | 0  | 10  | 27e |
| 2016    | Moto3  | Mahindra  | Mahindra Racing              | 3     | 0     | 0       | 0     | 0  | 13  | 29e |
| 2017    | Moto2  | Kalex     | Sky Racing Team VR46         | 18    | 0     | 0       | 0     | 0  | 14  | 25e |
| 2018    | Moto2  | Suter     | Forward Racing Team          | 15    | 0     | 0       | 0     | 0  | 8   | 24e |
| 2019    | Moto2  | MV Agusta | MV Agusta Forward Racing     | 18    | 0     | 0       | 0     | 0  | 39  | 19e |
| 2020    | Moto2  | MV Agusta | MV Agusta Forward Racing     | 15    | 0     | 0       | 1     | 0  | 21  | 22e |
| 2021    | Moto2  | Kalex     | Flexbox HP40                 | 18    | 0     | 0       | 0     | 0  | 36  | 19e |
| 2022    | Moto2  | Kalex     | Yamaha VR46 Master Camp Team | 3     | 0     | 0       | 0     | 0  | 9   | 23e |
| 2024    | Moto2  | Kalex     | Yamaha VR46 Master Camp Team | 1     | 0     | 0       | 0     | 0  | 0   | 37e |
| Totaal  | Totaal | Totaal    | Totaal                       | 108   | 0     | 0       | 1     | 0  | 150 |     |

#### Per klasse
| Klasse | Seizoenen       | 1e GP           | 1e podium       | 1e winst        | Races | Winst | Podiums | Poles | SR | Ptn | Kampioen |
| ------ | --------------- | --------------- | --------------- | --------------- | ----- | ----- | ------- | ----- | -- | --- | -------- |
| Moto3  | 2015-2016       | Amerika's 2015  |                 |                 | 20    | 0     | 0       | 0     | 0  | 23  | 0        |
| Moto2  | 2017-2022, 2024 | Qatar 2017      |                 |                 | 88    | 0     | 0       | 1     | 0  | 127 | 0        |
| Totaal | 2015-2022, 2024 | 2015-2022, 2024 | 2015-2022, 2024 | 2015-2022, 2024 | 108   | 0     | 0       | 1     | 0  | 150 | 0        |

#### Races per jaar
(vetgedrukt betekent pole positie; cursief betekent snelste ronde)
| Jaar | Klasse | Motor     | 1      | 2       | 3       | 4       | 5       | 6       | 7       | 8       | 9       | 10      | 11      | 12      | 13      | 14      | 15      | 16      | 17      | 18      | 19    | 20     | Pos | Ptn |
| ---- | ------ | --------- | ------ | ------- | ------- | ------- | ------- | ------- | ------- | ------- | ------- | ------- | ------- | ------- | ------- | ------- | ------- | ------- | ------- | ------- | ----- | ------ | --- | --- |
| 2015 | Moto3  | Mahindra  | QAT    | AME 24  | ARG 18  | SPA 19  | FRA 15  | ITA DNF | CAT 27  | NED 22  | DUI 22  | INP 19  | TSJ 24  | GBR DNF | SMR 14  | ARA 12  | JPN 18  | AUS DNF | MAL 13  | VAL 19  |       |        | 27  | 10  |
| 2016 | Moto3  | Mahindra  | QAT    | ARG     | AME     | SPA     | FRA     | ITA     | CAT     | NED     | DUI     | OOS 20  | TSJ     | GBR 4   | SMR 16  | ARA     | JPN     | AUS     | MAL     | VAL     |       |        | 29  | 13  |
| 2017 | Moto2  | Kalex     | QAT 29 | ARG 23  | AME DNF | SPA 25  | FRA DNF | ITA DNF | CAT DNF | NED 20  | DUI 15  | TSJ 21  | OOS DNF | GBR 7   | SMR DNF | ARA 15  | JPN 26  | AUS 13  | MAL DNF | VAL DNF |       |        | 25  | 14  |
| 2018 | Moto2  | Suter     | QAT 26 | ARG 21  | AME DNF | SPA DNF | FRA 10  | ITA DNF | CAT DNF | NED DNF | DUI 25  | TSJ DNF | OOS 14  | GBR C   | SMR DNF | ARA DNF | THA DNF | JPN 24  | AUS DNS | MAL     | VAL   |        | 24  | 8   |
| 2019 | Moto2  | MV Agusta | QAT 20 | ARG DNF | AME     | SPA 21  | FRA 15  | ITA DNF | CAT DNF | NED 7   | DUI 22  | TSJ 20  | OOS 16  | GBR 17  | SMR 15  | ARA 14  | THA DNF | JPN 10  | AUS 9   | MAL DNF | VAL 4 |        | 19  | 39  |
| 2020 | Moto2  | MV Agusta | QAT 15 | SPA 11  | AND 9   | TSJ DNF | OOS 17  | STI 14  | SMR 17  | EMI 15  | CAT DNF | FRA 14  | ARA 14  | TER DNF | EUR 15  | VAL DNF | POR 19  |         |         |         |       |        | 22  | 21  |
| 2021 | Moto2  | Kalex     | QAT 19 | DOH 8   | POR DNF | SPA 13  | FRA DNF | ITA 10  | CAT 24  | DUI 20  | NED 13  | STI 18  | OOS 24  | GBR DNF | ARA 18  | SMR 16  | AME 19  | EMI 6   | ALG 13  | VAL 13  |       |        | 19  | 36  |
| 2022 | Moto2  | Kalex     | QAT    | INA     | ARG     | AME     | POR     | SPA 13  | FRA 10  | ITA     | CAT 16  | DUI     | NED     | GBR     | OOS     | SMR     | ARA     | JPN     | THA     | AUS     | MAL   | VAL    | 23  | 9   |
| 2024 | Moto2  | Kalex     | QAT    | POR     | AME     | SPA     | FRA     | CAT     | ITA     | NED     | DUI     | GBR     | OOS     | ARA     | SMR     | EMI     | INA     | JPN     | AUS     | THA     | MAL   | SOL 20 | 37  | 0   |